# Jeu des erreurs
« Cherchez l'erreur » redirige ici.  Pour l'épisode de Dr House, voir Cherchez l'erreur (Dr House).
Le jeu des erreurs ou des différences, encore appelé cherchez l'erreur, est un jeu de type casse-tête, se présentant sous la forme de deux images placées côte à côte, et dans lesquelles, malgré une apparence identique, un certain nombre de différences (les « erreurs ») ont été sciemment introduites. Le but pour le joueur est de les déceler, typiquement en les entourant au stylo.

## Description
Le nombre d'erreurs est traditionnellement de 7, mais il peut varier, généralement entre 5 et 10. Ce nombre est en principe précisé en légende, la consigne étant souvent formulée de la manière suivante :

« n erreurs se sont glissées entre ces deux images ; saurez-vous les retrouver ? »

La difficulté du jeu dépend de la manière dont les différences sont introduites, selon qu'elles sont discrètes ou non.
Les images sont le plus souvent des dessins, mais on peut également concevoir un jeu des erreurs à partir d'une photo, ce qui nécessite de réaliser un trucage.
Par convention, l'image originale est située à gauche, et l'image modifiée à droite ; c'est généralement sur cette dernière que le joueur met en évidence les différences qu'il a décelées.
On en trouve à la page jeux de certains journaux, et dans les publications destinées aux enfants.

## Solution
Il y a deux manières de dévoiler la solution : soit par une description textuelle des erreurs, soit en reproduisant l'image et en y entourant les erreurs. Afin d'éviter que le joueur ne lise la solution par inadvertance, elle est généralement imprimée sur une page différente, par exemple à la fin de la publication ; dans le cas de la version texte, il est toutefois possible de l'imprimer sur la même page que les images, mais en l'inscrivant à l'envers.

## Par extension
Par ironie, le rapprochement entre deux choses peut être présenté comme un jeu des erreurs pour signifier que ces deux choses sont étrangement ressemblantes (par exemple, en raison d'un plagiat), à tel point que déceler ce qui les différencie serait assez difficile pour constituer un casse-tête.
Si en revanche les deux choses sont à l'évidence radicalement différentes, il peut s'agir d'une manière de souligner cet antagonisme, ou au contraire d'effectuer une comparaison inattendue. C'est ainsi que le Sun faisait sa une du 14 mars 2003 avec des photos de Saddam Hussein et Jacques Chirac, respectivement présidents d'Irak et de France à l'époque, et en présentant ce montage comme un jeu des erreurs (spot the difference), sous-entendant ainsi une ressemblance entre les deux chefs d'État. Or, en Occident, Chirac était considéré comme un démocrate, tandis qu'Hussein était vu comme un dictateur. Cette couverture, intervenant quelques jours avant le lancement de la guerre en Irak, était en fait une manière pour ce journal britannique de blâmer le président français pour s'y être opposé, alors que le Royaume-Uni y a pris part.